# Jelcz 043
Le Jelcz 043 est un autocar interurbain et de ligne, fabriqué de 1959 à 1986 par le constructeur polonais Jelcz, dans son usine implantée à Jelcz-Laskowice près d'Oława. Ce modèle est la version polonaise du Škoda 706 RTO fabriqué sous licence. En raison de sa forme, il a été familièrement surnommé "concombre".

## Histoire

### Le contexte historique
Dans les années d'après guerre, 1950 et suivantes, la Pologne a connu une très forte migration de la population vers les villes. Cette concentration urbaine a engendré une demande accrue en transports collectifs pour permettre aux habitants de se déplacer et de rendre visite à leur famille restée à la campagne. Attendu que la voiture était une chose rare et très chère, réservée aux membres du parti, il a donc fallu offrir des autocars de grande capacité.
En 1957, en raison de l'absence de modèles correspondant à ces critères produits ou à l'étude par les constructeurs polonais, la direction centrale du parti a décidé de faire appel au constructeur tchécoslovaque Škoda pour fabriquer un modèle sous licence.
Le 6 décembre 1958, un accord de coopération est signé entre les partis communistes polonais et tchécoslovaque visant à transférer les licences de fabrication du modèle Škoda 706 RTO à Jelcz pour fabriquer le Jelcz 043.
Jelcz obtint la licence de fabrication du moteur Škoda 706RT ainsi que celle de la carrosserie détenue par Karosa de Vysoké Mýto. Selon l'accord, les entreprises tchèques ont fourni l'outillage complèt pour la production locale sous licence. À la fin de 1959, la première série de 20 autocars Jelcz 043 a été assemblée. Au cours de l'année suivante, environ 200 véhicules ont été construits.
L'autocar avait une capacité de 42 places assises plus 10 strapontins. Le confort était relativement simple. La partie mécanique reposait sur le moteur diesel Škoda 706RT à injection directe, 6 cylindres en ligne d'une cylindre de 11 781 cm3 développant une puissance de 117,6 kW / 160 ch placé à l'avant du véhicule au-dessus de l'essieu.
Malgré le lancement en 1979 du nouveau bus interurbain Jelcz PR110IL et, en 1984, de son successeur le Jelcz PR110D, le Jelcz 043 est resté l'autocar le plus demandé et sa fabrication ne s'arrêtera qu'en 1986.
Sur cette même base, Jelcz a réalisé l'autobus urbain Jelcz 272 MEX, les Jelcz AP-02 et 021, les autocars de tourisme Jelcz 014 Lux / Jelcz 015 Lux ainsi que le bus urbain Jelcz 041.
Une version modernisée de l'autocar Jelcz Jelcz 043 a été lancée, le Jelcz 044 avec une carrosserie extérieures identique mais équipé du moteur diesel SW 680/55 produit par WSK Mielec sous licence de Leyland. Ce six cylindres de 11,1 litres de cylindrée développait 147 kW / 200 ch DIN à 2.200 tr/min. Ce modèle sera surtout utilisé sur les lignes accidentées de montage.

### Époque actuelle
Ce bus est encore utilisé à des fins touristiques, notamment à Varsovie, il est une "icône du régime communiste" qui existait là-bas après la Seconde Guerre mondiale.